# Lophuromys sikapusi
Lophuromys sikapusi és un rosegador del gènere Lophuromys que viu a l'est i al centre d'Àfrica, des de Sierra Leone fins a la República Centreafricana i la República del Congo. Aquesta espècie pertany al subgènere Lophuromys i està relacionada amb L. ansorgei i L. angolensis, que fins al 1997 i 2000 foren classificades com a part de L. sikapusi. La llargada corporal és d'entre 105 i 140 mm, la llargada de la cua d'entre 57 i 85 mm, la llargada de les potes posteriors d'entre 20i 26 mm, la llargada de les orelles d'entre 15 i 20 mm, la llargada del crani d'entre 294 i 330 mm i el pes d'entre 46 i 89 g. Té 60 cromosomes.